# Curaçao Sea Aquarium

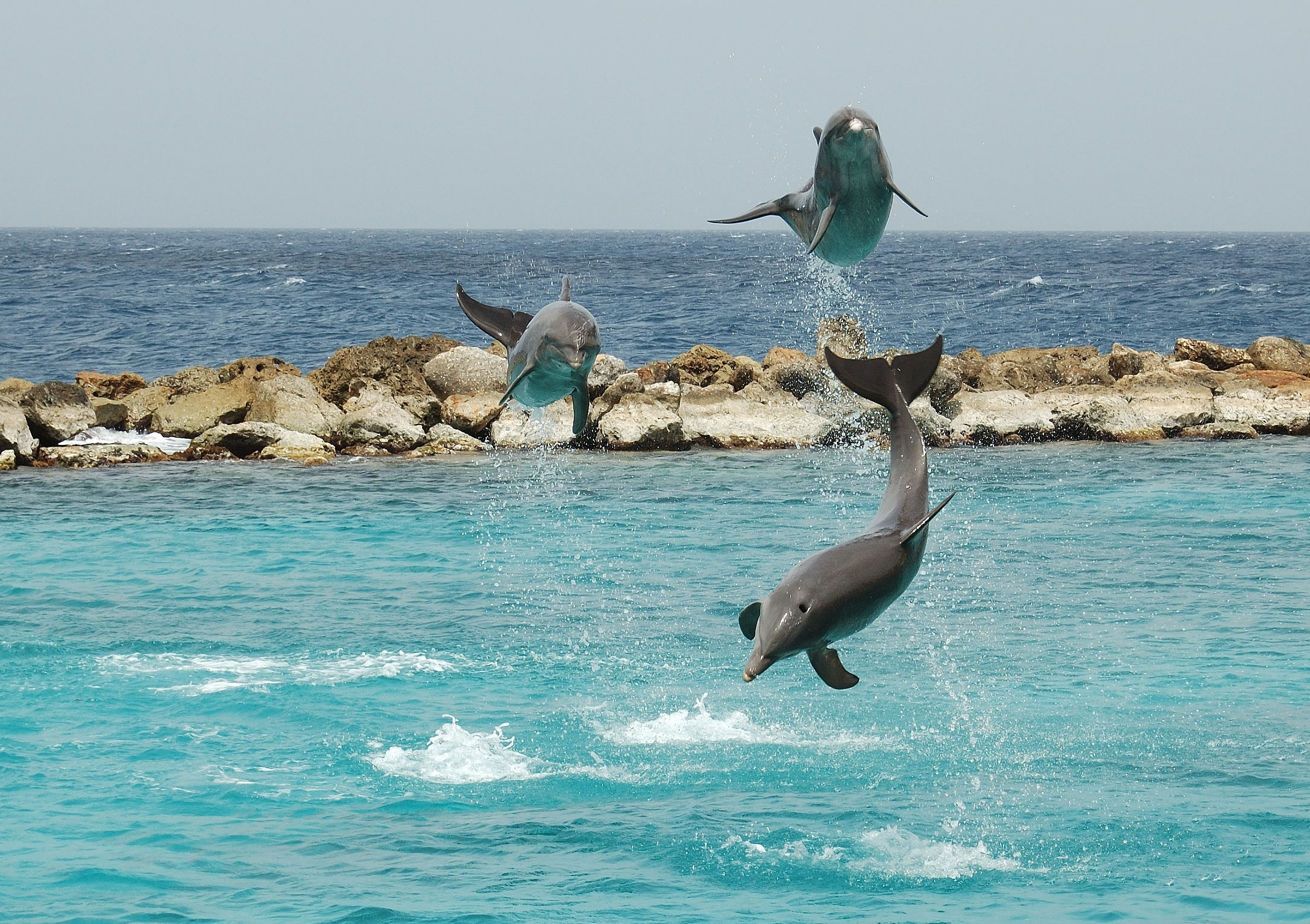
Dolfijnenshow in het Sea Aquarium

Curaçao Sea Aquarium is een openbaar aquarium en attractie  ten oosten van Willemstad op het eiland Curaçao.
In het aquarium zijn vele soorten vissen en andere zeedieren, zoals zeepaardjes. Er zijn ook zeeleeuwen. Ook is er een afdeling voor gewonde zeedieren.
Het heeft een open-water-systeem. Er stroomt vers zeewater in de aquaria.
Naast het park bevindt zich het strand Seaquarium Beach, het koraalrif Sea Aquarium House Reef en de Dolphin Academy met diverse shows met dolfijnen.
Het is geopend elke dag van 8.30 tot 17.30 uur.